# Gelb (album)
Gelb è il terzo album del musicista tedesco Neuroticfish, pubblicato nel 2005.

## Tracce
1. Loading – 1:40
2. Why Don't You Hate Me – 6:45
3. Bomb – 5:55
4. I Don't Need This City – 4:39
5. I Never Chose You – 6:11
6. Waving Hands – 5:03
7. Short Commercial Break – 0:40
8. Ich Spüre Keinen Schmerz – 4:24
9. Are You Alive? – 5:29
10. You're the Fool – 4:56
11. Solid You – 4:43
12. They're Coming to Take Me Away Ha Haa! – 3:33
13. Suffocating Right – 5:24